# Campeonato Mundial de Esqui Estilo Livre de 1997
O Campeonato Mundial de Esqui Estilo Livre de 1997 foi a 6º edição do Campeonato Mundial de Esqui Estilo Livre, organizado pela Federação Internacional de Esqui (FIS). A competição foi disputada entre os dias 16 a  9 de fevereiro de 1997, em Iizuna no Japão.

## Resultados

### Masculino
| Evento      | Ouro                       | Ouro   | Prata                          | Prata  | Bronze                        | Bronze |
| Moguls      | Jean-Luc Brassard · Canadá | 27.52  | Stephane Rochon · Canadá       | 26.00  | Jesper Roennback · Suécia     | 25.43  |
| Aerials     | Nicolas Fontaine · Canadá  | 254.97 | Eric Bergoust · Estados Unidos | 245.63 | Andy Capicik · Canadá         | 235.38 |
| Acro Skiing | Fabrice Becker · França    | 26.89  | Ian Edmondson · Estados Unidos | 26.39  | Heini Baumgartner · Suíça     | 25.39  |
| Combinado   | Darcy Downs · Canadá       | 30.00  | Toben Sutherland · Canadá      | 27.60  | Oleg Kouleshov · Bielorrússia | 24.00  |

### Feminino
| Evento      | Ouro                         | Ouro   | Prata                             | Prata  | Bronze                         | Bronze |
| Moguls      | Candice Gilg · França        | 24.84  | Donna Weinbrecht · Estados Unidos | 24.60  | Tatjana Mittermayer · Alemanha | 24.19  |
| Aerials     | Kirstie Marshall · Austrália | 197.91 | Michele Rohrbach · Suíça          | 177.84 | Veronica Brenner · Canadá      | 176.78 |
| Acro Skiing | Oksana Kushenko · Rússia     | 25.80  | Aasa Magnusson · Suécia           | 25.25  | Annika Johansson · Suécia      | 25.25  |

## Quadro de medalhas
| Ordem | País           | Medalha de ouro | Medalha de prata | Medalha de bronze |    |
| ----- | -------------- | --------------- | ---------------- | ----------------- | -- |
| 1     | Canadá         | 3               | 2                | 2                 | 7  |
| 2     | França         | 2               | 0                | 0                 | 2  |
| 3     | Austrália      | 1               | 0                | 0                 | 1  |
| 3     | Rússia         | 1               | 0                | 0                 | 1  |
| 5     | Estados Unidos | 0               | 3                | 0                 | 3  |
| 6     | Suécia         | 0               | 1                | 2                 | 3  |
| 7     | Suíça          | 0               | 1                | 1                 | 2  |
| 7     | Alemanha       | 0               | 0                | 1                 | 1  |
| 7     | Bielorrússia   | 0               | 0                | 1                 | 1  |
|       | TOTAL          | 7               | 7                | 7                 | 21 |